# 30. juli
30. juli er dag 211 i året i den gregorianske kalender (dag 212 i skudår). Der er 154 dage tilbage af året.

### Begivenheder
Født - Dødsfald
- 1178 - Frederik Barbarossa, krones som tysk-romerske kejser.
- 1419 - De anti-katolske hussitter, tilhængere af den henrettede reformator Jan Hus, stormer rådhuset i Prag og kaster de katolske rådmænd ud ad vinduerne.
- 1656 - Den svenske konge Karl 10. besejrer med en svensk-brandenburgsk hær under Karl 10. Gustavs polske krig en hær fra Den polsk-litauiske realunion ved slaget om Warzawa.
- 1830 - Julirevolutionen i Frankrig kulminerer. I Paris oprettes Nationalgarden. Hertugen af Orléans kommer til hovedstaden med titel af generalløjtnant, og snart bliver han landets konge.
- 1922 - Under Den irske borgerkrig indtager nationaliststyrker Tipperary.
- 1932 - I Los Angeles åbnes de 10. moderne olympiske lege med deltagelse af 37 nationer og 1.332 atleter.
- 1934 - Kurt von Schuschnigg udnævnes til østrigsk kansler efter mordet på Engelbert Dollfuss.
- 1935 - Den første Penguin bog udsendes og starter paperback revolutionen. Sir Allen Lane ønsker at udgive "en hel bog til samme pris som 10 cigaretter". Den første udgivelse er Ariel af André Maurois.
- 1938 - Seth Barnes Nicholson opdager Jupitermånen Carme.
- 1945 - Under 2. verdenskrig sænkes den amerikanske krydser USS Indianapolis af en japansk ubåd; 800 omkommer. Den er på vej tilbage til USA efter at have leveret nukleart materiale til øen Tinian, hvor den sidste samling af atombomberne over Hiroshima og Nagasaki skete.
- 1952 - Den vesttyske forbundsdomstol erklærer, at værnepligt ikke er i strid med Forbundsrepublikkens forfatning.
- 1963 - Kim Philby, hemmelig russisk agent, flygter til Sovjetunionen. Sammen med Guy Burgess, Donald Maclean og Anthony Blunt udgjorde de "Cambridge Five". De to første flygtede til Sovjet allerede i 1951. Den sovjetiske avis Izvestia meddelte, at Kim Philby, fik asyl i Moskva. Philby dør i 1988.
- 1966 - England vinder VM i fodbold ved at slå Tyskland 4-2 på Wembley Stadion.
- 1971 - Apollo 15 med astronauterne David Scott og James Irwin lander på månen.
- 1971 - Et japansk Boeing 727 kolliderer med et jagerfly over Shizukuishi; 162 personer omkommer.
- 1973 - De britiske ofre for lægemidlet Thalidomid får efter 11 års kamp udbetalt erstatninger på 20 millioner pund.
- 1974 - I Genève indgår Grækenland, Tyrkiet og England våbenhvileaftale om Cypern.
- 1975 - I Helsingfors vedtages under en OSCE-konference Helsingfors-erklæringen om Europas sikkerhed, herunder vestlig anerkendelse af grænserne efter 2. verdenskrig.
- 1977 - Jürgen Ponto, chef for Dresdener Bank, myrdes af terrorister fra Rote Armee Fraktion.
- 1978 - To englændere i luftballon nødlander ud for den franske kyst. De mangler kun 190 km for at sætte verdensrekord i ballonflyvning USA-Frankrig.
- 1981 - USA's præsident Ronald Reagan vinder en stor sejr, da USAs Kongres stemmer for hans plan om 25% skattenedsættelse.
- 1984 - Første flyvning med rumfærgen Discovery gennemføres.
- 1989 - Radikale medlemmer af det sovjetiske parlament nedsætter en gruppe, som skal arbejde for hurtige reformer. Boris Jeltsin og Andrej Sakharov er blandt medlemmerne.
- 1995 - På Vejle Stadion kvæstes 26 tilskuere under en kamp mellem Brøndby og Vejle, da et rækværk bryder sammen.
- 1997 - To arabiske selvmordsbombemænd dræber 18 mennesker på et marked i Jerusalem; mindst 170 såres.
- 2000 - Zimbabwes regering beslutter at konfiskere 3.000 landbrugsejendomme tilhørende hvide farmere.
- 2003 - Produktionen af den legendariske Volkswagen Type 1 indstilles i Mexico efter 21.529.464 producerede biler siden 1938. Den definitivt sidste bil er udstillet i Autostadt i Wolfsburg.

### Født
- 1818 - Emily Brontë, engelsk forfatter (død 1848).
- 1862 - Adda Ravnkilde, dansk forfatterinde (død 1883).
- 1863 - Henry Ford, amerikansk bilproducent (død 1947).
- 1878 - C.L. David, dansk højesteretssagfører, legatstifter og kunstsamler (død 1960).
- 1898 - Henry Moore, engelsk billedhugger. (død 1986).
- 1932 - Sys Hartmann, dansk kunsthistoriker (død 2011).
- 1936 - Jørgen Jensen, dansk arkæolog og museumsinspektør (død 2008).
- 1937 - Tonny Landy, dansk operasanger (død 2024).
- 1939 - Peter Bogdanovich, amerikansk filminstruktør (død 2022).
- 1940 - Clive Sinclair, engelsk opfinder (død 2021).
- 1941 - Paul Anka, canadisk sanger og sangskriver.
- 1945 - David Sanborn, amerikansk musiker (død 2024).
- 1946 - Lars-Henrik Olsen, dansk forfatter.
- 1947 - Arnold Schwarzenegger, østrigskfødt amerikansk skuespiller og guvernør.
- 1948 - Jean Reno, fransk skuespiller.
- 1953 - Anne Linnet, dansk musiker og komponist.
- 1957 - Eirik Jensen, norsk politimand.
- 1958 - Kate Bush, engelsk sangerinde.
- 1963 - Lisa Kudrow, amerikansk skuespillerinde.
- 1964 - Jürgen Klinsmann, tysk fodboldspiller og -træner.
- 1968 - Sofie Gråbøl, dansk skuespillerinde.
- 1969 - Kristian Thulesen Dahl, dansk folketingsmedlem og formand for Dansk Folkeparti.
- 1973 - Randi Laubek, dansk sangerinde og sangskriver.
- 1974 - Hilary Swank, amerikansk Oscar-vindende skuespillerinde.
- 1977 - Paw Lagermann, dansk musiker i Infernal.
- 1993 - Gianluca Caprari, italiensk fodboldspiller.

### Dødsfald
- 1718 - William Penn, grundlægger af den amerikanske stat Pennsylvania (født 1644).
- 1811 - Miguel Hidalgo, mexicansk uafhængighedsleder (født 1753).
- 1898 - Otto von Bismarck, tysk kansler og statsmand (født 1815).
- 1912 - Mutsohito, japansk kejser (født 1852).
- 1974 - Hans Erling Hækkerup, dansk folketingsmedlem og minister (født 1907).
- 1989 - Lily Broberg, dansk skuespiller (født 1923).
- 1996 - Claudette Colbert, fransk-amerikansk skuespiller (født 1903).
- 1998 - Ulrich Ravnbøl, dansk revyforfatter (født 1930).
- 2000 - Vagn Madsen, dansk økonom (født 1917).
- 2003 - Sam Phillips, amerikansk pladeproducer (født 1923).
- 2007 - Ingmar Bergman, svensk filminstruktør (født 1918).

|  | Denne datoartikel kan blive bedre, hvis der indsættes et (bedre) billede Du kan hjælpe ved at afsøge Wikimedia Commons for et passende billede eller uploade et godt billede til Wikimedia Commons iht. de tilladte licenser og indsætte det i artiklen. |